# Takeo Kamachi
Takeo Kamachi (jap. 蒲池 猛夫, Kamachi Takeo; * 20. März 1936 in Mandschukuo; † 4. Dezember 2014 in Chiba) war ein japanischer Sportschütze.

## Erfolge
Takeo Kamachi nahm viermal an Olympischen Spielen mit der Schnellfeuerpistole teil. Bei den Olympischen Spielen 1968 in Mexiko-Stadt belegte er mit 586 Punkten den zwölften Platz. Vier Jahre darauf kam er mit 580 Punkten nicht über den 33. Platz hinaus. Die Spiele 1976 in Montreal schloss er mit 591 Punkten erneut auf dem zwölften Rang ab und verpasste die Medaillenränge um lediglich vier Punkte. Bei seiner vierten und letzten 1984 in Los Angeles gelang ihm schließlich mit 595 Punkten das beste Resultat aller 55 in der Konkurrenz angetretenen Teilnehmer, womit er vor Corneliu Ion und Rauno Bies Olympiasieger wurde. Dies war die erste Goldmedaille eines Japaners in einem olympischen Schießwettbewerb.
Kamachi blieb zwar ohne Medaillengewinn bei Weltmeisterschaften, war aber auf kontinentaler Ebene sehr erfolgreich. Er wurde 1971 in Seoul und 1975 in Kuala Lumpur in den Einzelwettkämpfen mit der Schnellfeuerpistole jeweils Asienmeister und belegte 1967 in Tokio und 1980 in Manila jeweils den zweiten Platz in diesem Wettbewerb. Mit der Sportpistole erreichte er 1975 zudem den achten Platz. Bei Asienspielen sicherte er sich 1966 in Bangkok mit der Schnellfeuerpistole in der Einzelkonkurrenz die Goldmedaille. Diesen Erfolg wiederholte er 1970, ebenfalls in Bangkok, nur dieses Mal im Mannschaftswettbewerb. Darüber hinaus gewann er auch den Mannschaftswettkampf in der Disziplin mit der Freien Pistole. In Teheran gewann er 1974 seine vierte Goldmedaille, als er mit der Mannschaft im Wettbewerb mit der Standardpistole den ersten Platz belegte. Die Mannschaftskonkurrenz mit der Schnellfeuerpistole beendete er auf dem dritten Platz. Weitere Medaillenerfolge gelangen ihm bei den Asienspielen 1978 in Bangkok: in der Einzelkonkurrenz mit der Schnellfeuerpistole gewann er die Bronzemedaille hinter Park Jong-kil und So Gil-san, in den Mannschaftswettbewerben mit der Schnellfeuerpistole und der Standardpistole sicherte er sich jeweils den zweiten Platz und damit die Silbermedaille.